# Orci
Orci là một thị trấn thuộc hạt Somogy, Hungary. Thị trấn này có diện tích 9,97 km², dân số năm 2010 là 570 người, mật độ 57 người/km².